# ستاره دریایی آبی
ستاره دریایی آبی (نام علمی: Linckia laevigata) نام یک گونه از راسته ستاره‌های دریایی والواتیدا است که در آبهای کم عمق گرمسیری اقیانوس هند و اقیانوس آرام زیست می‌کند.